# Алалыкины
Алалыкины (Алалыковы) — древний русский дворянский род.
Род внесён в VI часть дворянской родословной книги Костромской губернии.

## Происхождение и история рода
Происходит, по ряду известий, от Темира Алалыкина, суздальского сына боярского, который прославился в битве под Молодями (1572). В этой битве Алалыкин убил зятя ханского Иль-Мурзу и взял в плен храброго ногайского мурзу Дивея. В конце XVI начале XVII столетий Алалыкины владели поместьями в Костромском уезде. Василий Илларионович служил по Суздалю и был окладчиком (1628). Иван Анбаевич жалован поместьями (1628). Стрелецкий сотник Степан Васильевич владел поместьями в Чухломском уезде (1628-1635), голова в Астрахани (1643). Алексей Васильевич служил по Дедилову (1629), его брат Иван, стрелецкий сотник, служил по Путивлю.
Шесть представителей рода владели населёнными имениями (1699).

## Описание герба
Щит разделён горизонтально на две части. В верхней части, в красном поле, крестообразно означены серебряные ружьё и сабля. В нижней части, в серебряном поле, наподобие треугольника изображены две чёрных городовых стены и между ними золотой полумесяц, рогами обращённый вверх.
Щит увенчан дворянскими шлемом и короною с страусовыми перьями. Намёт на щите красный, подложенный золотом. Герб рода Алалыкиных внесён в Часть 9 Общего гербовника дворянских родов Всероссийской империи, стр. 67.

## Известные представители
- Алалыкин Михаил — воевода в Верее (1636—1637).
- Алалыкин Михаил Иванович — губной староста в Костроме (1636—1642).
- Алалыкин Василий Ларионович — суздальский городской дворянин (1627—1629), воевода в Суздале (1653).
- Алалыкины: Иван Михайлович Большой, Дмитрий Михайлович — стряпчие (1683—1692).
- Алалыкины: Иван и Семён Фёдоровичи, Яков Афанасьевич — московские дворяне (1676—1692)[3][4].